# Gérson Caçapa
Gérson Cândido de Paula, mais conhecido como Gérson Caçapa (São Paulo, 1 de junho de 1967), é um ex-futebolista brasileiro que atuava como volante.

## Carreira
O meio-campista Gérson Caçapa iniciou a sua trajetória como jogador de futebol na base da Sociedade Esportiva Palmeiras, sendo destaque nas categorias Infantil, Juvenil e Juniores. Em 1985, disputou a Copa São Paulo de Futebol Juniores e chamou a atenção dos dirigentes do time profissional, que o alçaram para a equipe de cima junto com o goleiro Ivan, o lateral-direito Mariovaldo, o meia Anderson e o atacante Guina.
O vigor físico, o poder de marcação e a disciplina tática o fizeram ser figura constante na equipe palmeirense durante todo o tempo em que permaneceu no clube. Jogador moderno, também ajudava bastante o sistema ofensivo, geralmente ocupando a meia direita. Defendeu seleção brasileira de base e foi negociado para o futebol italiano em 1989. 
Além do Palmeiras, defendeu as cores do Bari-ITA, Fenerbahce-TUR, Lecce-ITA, Istanbulspor-TUR e Atlético-PR.

## Títulos
Bari
- Copa Mitropa: 1990

Atlético Paranaense
- Campeonato Paranaense: 1998